# Corneliu Seniuc
Corneliu Seniuc (n. 16 septembrie 1947) este un fost deputat român în legislatura 1992-1996, ales în județul Neamț pe listele partidului PDSR. Corneliu Seniuc l-a înlocuit pe deputatul Alexandru Casapu de la data de 18 februarie 1993 și a fost membru PDSR.